# Roberto Burchielli
Roberto Burchielli (Milano, 9 maggio 1966) è un regista, sceneggiatore e autore televisivo italiano.

## Biografia
Consegue la laurea in Lettere moderne all'Università degli Studi di Pavia. Inizia la propria attività di autore e regista televisivo nel 1992, lavorando per Mediaset. Come regista partecipa, fra gli altri, ai programmi di Canale 5 Galapagos e L'angelo, a quelli di Italia 1 8mm, Candid Angels e Ciro, il figlio di Target, e a La macchina del tempo, Cara Giulietta e Amori perduti su Rete 4. È anche regista di docufiction e documentari come Cocaina per Rai 3 (2007).
Sempre con Mediaset è autore di programmi di successo, come Paperissima, Striscia la notizia e Tempi moderni. Lavora quindi anche in RAI (Gaia - Il pianeta che vive) e a MTV, realizzando le trasmissioni Hot (che vede l'esordio di Andrea Pezzi) e Kitchen, sempre con Pezzi.
Esordisce come regista cinematografico nel 2002, con Come se fosse amore, lungometraggio che vede la partecipazione dei Cavalli Marci e di Chiara Muti. Nel 2009, dopo sette anni, torna nelle sale con Sbirri, film che presenta come protagonisti Raoul Bova e dei veri poliziotti impegnati in un'inchiesta di droga a Milano. Nel 2011 realizza la serie televisiva Non smettere di sognare, con la presenza di numerosi ex concorrenti di talent show.
È anche il regista del videoclip di Si si si No no no dei Vallanzaska.